# Râul Vulcana
Râul Vulcana este un curs de apă, afluent pe partea dreapta al râului Ialomița.